# باکلان کرگولن
باکلان کرگولن(نام علمی: Leucocarbo verrucosus) نام یک گونه از تیره باکلانان است.